# Vincenzo Sicignano
Vincenzo Sicignano est un footballeur italien né le 8 juillet 1974 à Pompei. Il joue au poste de gardien de but.

## Biographie
Vincenzo Sicignano a disputé 2 matchs en Ligue des Champions, 3 matchs en Coupe de l'UEFA et 96 matchs en Serie A.

## Clubs successifs
- 1993-2003 : US Palerme  Italie
- 2003-2004 : Parme FC  Italie
- 2003-2006 : US Lecce  Italie
- 2006-2007 : Chievo Vérone  Italie
- 2007-2011 : Frosinone Calcio  Italie[1]